# Phyllostomus
Phyllostomus là một chi động vật có vú trong họ Dơi mũi lá, bộ Dơi. Chi này được Lacépède miêu tả năm 1799. Loài điển hình của chi này là V(espertilio) hastatus Pallas, 1767.

## Hình ảnh

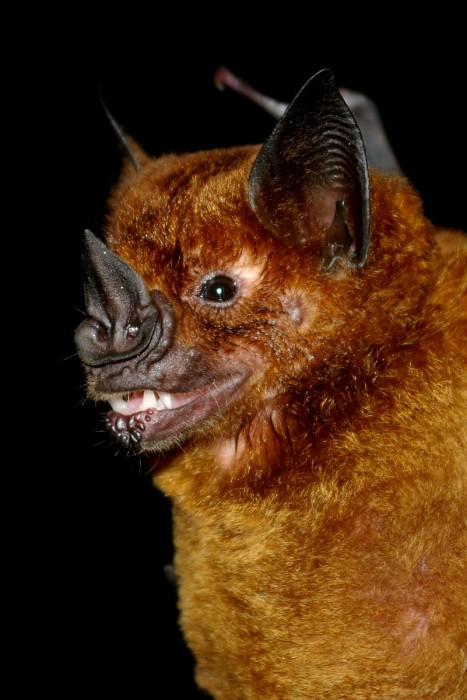
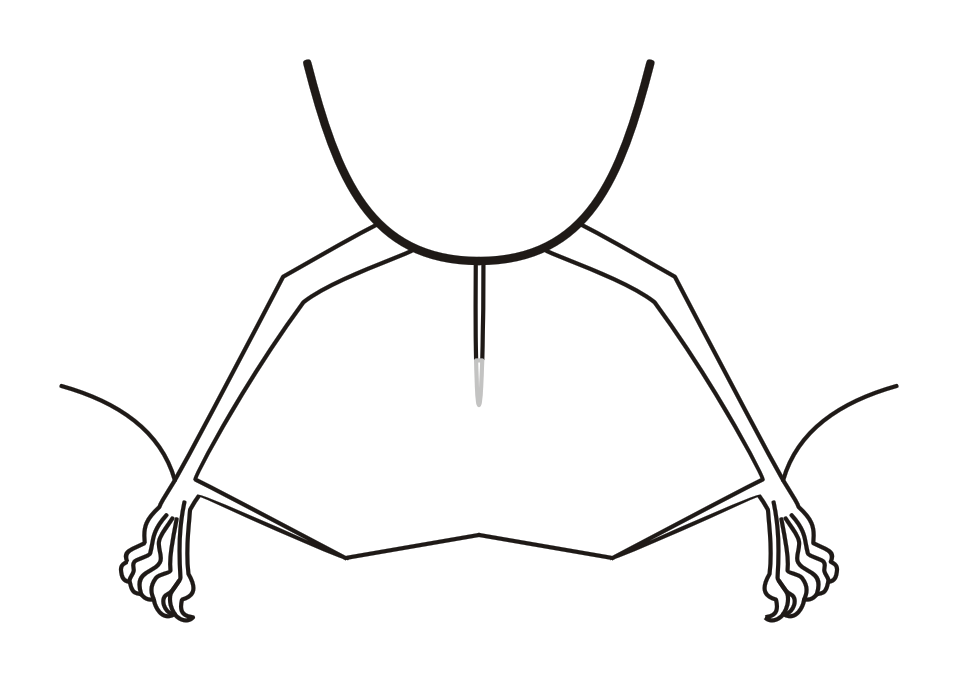

## Các loài
Chi này gồm các loài: